# Жихарка (мультфильм, 2006)
Жи́харка — российский мультфильм 2006 года по одноимённой русской народной (уральской) сказке, который создал режиссёр Олег Ужинов на студии «Пилот» при участии продюсерской компании «Аэроплан». Подзаголовок: «Сказка, рассказанная уральским казаком своей дочке».
Мультфильм входит в цикл «Гора самоцветов». В начале мультфильма — пластилиновая заставка «Мы живём в России — Урал».
Фильм участвовал в конкурсной программе фестиваля «Суздаль-2007».

## Сюжет
Жили-были кузнецы Кот и Воробей. И жила у них маленькая хорошенькая девочка Жихарка. Всем она была хороша, но уж шибко любила баловаться и не слушаться. Отправились как-то раз Кот и Воробей на ярмарку, и в это время Жихарку похитила хитрая Лиса, чтобы съесть её. Злая и хитрая была эта лисица, но Жихарка настолько непоседлива, непосредственна и наивна, что съесть её ну никак не получается.

## Создатели
| Авторы сценария                       | Елена Козловская, Дмитрий Яковенко |
| Режиссёр                              | Анна Борисова |
| Художник-постановщик                  | Салават Шайхинуров |
| Ведущий аниматор                      | Алексей Тищенко |
| Композиторы                           | Сергей Васильев, Марина Ланда |
| Роли озвучивали:                      | Катя Кудрявцева — Жихарка Михаил Березовой — Кот (в титрах указан как Миша Березовой) Анатолий Лобоцкий — текст от автора Ольга Гусилетова — Лиса Олег Ужинов — Воробей |
| Звукооператоры                        | Елена Николаева, Сергей Алмаев |
| Аниматоры                             | Серафима Алексеева, Оксана Батурина, Марина Васильева, Виктор Васюхичев, Ирина Велитченко, Лариса Горбунова, Анна Горковец, Людмила Гребченко, Любовь Емельянова, Ирина Железнова, Ольга Инфантьева, Александра Ковтун, Николай Кожаев, Юрий Кутюмов, Григорий Ласаев, Галина Лютикова, Наталья Мирзоян, Ольга Мурзинова, Олег Мусин, Иван Мясников, Елена Никитина, Светлана Никонорова, Эдуард Очиров, Константин Павлов, Александра Петровскова, Эльмира Попенкова, Анастасия Придня, Елена Румянцева, Максим Свищев, Татьяна Семихатова, Алексей Тищенко, Глеб Тищенко, Наталья Тренихина, Полина Шарынина, Олег Шепляков, Екатерина Штурмак, Екатерина Шутова, Маргарита Юрченко, Светлана Юферова |
| Съёмка и рендер:                      | Леон Эстрин, Дмитрий Андреев |
| Ассистент художника-постановщика      | Полина Новикова |
| Спецэффекты                           | Константин Арефьев |
| Над пластилиновой заставкой работали: | Сергей Меринов, Георгий Заколодяжный, Серафим Чёрный, Лев Землинский, Александра Левицкая, Наталья Соколова |
| Текст читает                          | Игорь Кириллов |
| Художественный совет проекта:         | Эдуард Назаров, Александр Татарский, Валентин Телегин, Михаил Алдашин, Георгий Заколодяжный |
| Директор картины                      | Игорь Гелашвили |
| Продюсер                              | Ирина Капличная |
| Руководитель проекта                  | Александр Татарский |
| Генеральный продюсер проекта          | Игорь Гелашвили |

Фильм снят при государственной финансовой поддержке Федерального агентства по культуре и кинематографии
- Создатели проверены по титрам мультфильма.

## Музыка
В фильме использованы записи верховажских гармонистов Виталия Пашова, Василия Федяевского, Леонида Шемелина, сделанные в фольклорных экспедициях Государственного республиканского центра русского фольклора и Центра русской традиционной культуры «Высокуша».

## Мифология
В сказке упоминается мифологический персонаж — Бабайка (Бабай), который пугает маленькую девочку.

## Награды и фестивали
- 2006 — 9 Международный фестиваль «Анимаевка» в Могилёве. Гран-при присудили режиссёру Олегу Ужинову за фильм «Жихарка»[1].
- 2006 — VIII Международный кинофестиваль «Сказка» в Москве. В разделе короткометражных анимационных фильмов Гран-при получил фильм «Жихарка» режиссёр Олег Ужинов[2].
- 2007 — ОРФАК в Суздале: Лучший фильм для детей — «Жихарка» режиссёр Олег Ужинов[3].
- 2007 — XIV Международный анимационный фестиваль в Штутгарте — приз в номинации «Лучшее детское кино»[4]. Из заключения детского жюри: «„Жихарка“ — замечательный и весёлый фильм, он наполнен удивительными и интересными событиями. Мы считаем, что графика фильма чрезвычайно интересна, мы никогда не видели подобного. Идея превратить сказку в мультфильм — замечательна».